# Superwolf
Superwolf è un album in studio collaborativo del 2005 di Bonnie 'Prince' Billy e Matt Sweeney. È stato pubblicato con l'etichetta Drag City.
Su Metacritic, che assegna un punteggio medio ponderato su 100 alle recensioni dei critici mainstream, l'album ha ricevuto un punteggio medio di 80, basato su 17 recensioni, indicando "recensioni generalmente favorevoli".
Pitchfork ha posizionato l'album al numero 21 nella lista "Top 50 Albums of 2005".
Nel 2007, Spin ha incluso Bonnie 'Prince' Billy e Matt Sweeney nella lista dei "25 migliori team-up del rock".

## Tracce
1. My Home Is the Sea – 5:49
2. Beast for Thee – 3:41
3. What Are You? – 2:38
4. Goat and Ram – 5:15
5. Lift Us Up – 2:56
6. Rudy Foolish – 4:12
7. Bed Is for Sleeping – 2:56
8. Only Someone Running – 3:13
9. Death in the Sea – 2:38
10. Blood Embrace – 7:57
11. I Gave You – 2:38